# Championnat de Tchéquie de football 2023-2024
Navigation
Édition précédente Édition suivante
La První Liga 2023-2024, nommée FORTUNA:LIGA pour des raisons de parrainage, est la 31e édition du championnat de Tchéquie de football. Elle débute le 22 juillet 2023 et s'achève le 26 mai 2024.
Lors de cette saison, le Sparta Prague remet son titre en jeu face aux 15 autres équipes, dont le promu MFK Karviná.

## Format
La Tchéquie ayant désormais cinq places européennes, le format est légèrement modifié.
Après la saison régulière, soit la trentième journée, le championnat est scindé en trois groupes :
- La poule championnat, qui réunit les six premiers de la saison régulière. L'intégralité des points obtenus sont conservés et elle prend la forme d'un mini-championnat où chaque équipe s'affronte à une reprise pour un total de cinq rencontres. À l'issue de ces rencontres, le premier du groupe est désigné champion national et se qualifie, avec le deuxième, pour la deuxième tour de qualification de la Ligue des champions 2024-2025. Le troisième obtient une place pour le deuxième tour de qualification de la Ligue Conférence 2024-2025 tandis que le quatrième joue un barrage d'accesit au deuxième tour de qualification de la Ligue Conférence 2024-2025 contre le vainqueur des play-offs. Le vainqueur de la Coupe de Tchéquie joue quant à lui le troisième tour de qualification de la Ligue Europa 2024-2025.
- Des play-offs voient les quatre équipes classées entre la septième et la dixième place s'affronter deux-à-deux sous forme de confrontations en deux manches, dont le vainqueur bénéficie d'une place en barrage contre le quatrième de la poule championnat pour un accessit au deuxième tour de qualification de la Ligue Conférence 2024-2025. Le vainqueur est classé officiellement 7e, le finaliste 8e et les demi-finalistes 9e et 10e, le rang étant départagé par leur classement en saison régulière.
- La poule relégation se passe de manière similaire à la poule championnat, réunissant cette fois les six dernières équipes de la saison régulière qui s'affrontent à une reprise pour un total de cinq matchs joués pour chaque. À l'issue de ces rencontres, le dernier de la poule est directement relégué en deuxième division, tandis que le 14e et le 15e disputent les barrages de maintien/relégation[1].

## Participants
| \| Bohemians Jablonec Karviná M. Boleslav Slavia Slovácko Liberec Sparta Teplice Plzeň Králové Zlín Olomouc Ostrava České Budějovice Pardubice \| Localisation des clubs. |
| Bohemians Jablonec Karviná M. Boleslav Slavia Slovácko Liberec Sparta Teplice Plzeň Králové Zlín Olomouc Ostrava České Budějovice Pardubice                               |

Légende des couleurs
- Deuxième tour de qualification de la Ligue des champions 2023-2024
- Troisième tour de qualification de la Ligue Europa 2023-2024
- Deuxième tour de qualification de la Ligue Europa Conférence 2023-2024
- Promu de Druhá Liga 2022-2023

| Club                    | Se maintient depuis | Classement 2022-2023 | Stade                    | Capacité théorique |
| ----------------------- | ------------------- | -------------------- | ------------------------ | ------------------ |
| AC Sparta Prague        | 1993                | 1er                  | Generali Arena           | 19 416             |
| SK Slavia Prague        | 1993                | 2e                   | Eden Aréna               | 20 800             |
| FC Viktoria Plzeň       | 2005                | 3e                   | Doosan Arena             | 11 722             |
| Bohemians 1905          | 2013                | 4e                   | Stade Ďolíček            | 5 000              |
| FC Slovácko             | 2009                | 5e                   | Stade municipal          | 8 121              |
| Sigma Olomouc           | 2017                | 6e                   | Stade Andrův             | 12 560             |
| Slovan Liberec          | 1993                | 7e                   | Stadion u Nisy           | 9 900              |
| FC Hradec Králové       | 2021                | 8e                   | Všesportovní stadion     | 7 222              |
| Mladá Boleslav          | 2004                | 9e                   | Stade municipal          | 5 000              |
| Dynamo České Budějovice | 2019                | 10e                  | Stadion Střelecký ostrov | 6 681              |
| Baník Ostrava           | 2017                | 11e                  | Stade municipal          | 15 123             |
| FK Teplice              | 1996                | 12e                  | Na Stínadlech            | 18 221             |
| FK Jablonec             | 1994                | 13e                  | Stadion Střelnice        | 6 280              |
| FK Pardubice            | 2020                | 14e                  | Pod Vinicí               | 3 000              |
| FC Zlín                 | 2015                | 15e                  | Letná Stadion            | 6 375              |
| MFK Karviná             | 2023                | 1er (D2)             | Stade municipal          | 4 833              |

1. 1 2 3  On ne peut pas exactement parler de promotion pour ces clubs puisqu'ils ont directement rejoint le championnat dès sa date de création en 1993. Depuis cette date, ils n'ont jamais connu de relégation.

## Compétition

### Règlement
Le classement est établi sur le barème de points classique, une victoire valant trois points, un match nul un seul et une défaite aucun.
En cas d'égalité de points, les équipes concernées sont départagées dans un premier temps par le nombre de points dans la première phase, puis sur la base des résultats en confrontations directes (points, différence de buts et buts marqués), puis de la différence de buts générale, du nombre de buts marqués et enfin du classement au fair-play (le nombre de cartons obtenus au cours de la saison). Si l'égalité persiste après application de ces critères, les équipes concernées sont alors départagées par tirage au sort.

### Classement
| Rang | Équipe                     | Pts | J  | G  | N  | P  | Bp | Bc | Diff |
| ---- | -------------------------- | --- | -- | -- | -- | -- | -- | -- | ---- |
| 1    | AC Sparta Prague T         | 76  | 30 | 24 | 4  | 2  | 70 | 26 | +44  |
| 2    | SK Slavia Prague           | 72  | 30 | 22 | 6  | 2  | 62 | 23 | +39  |
| 3    | FC Viktoria Plzeň          | 62  | 30 | 19 | 5  | 6  | 67 | 33 | +34  |
| 4    | FC Baník Ostrava           | 45  | 30 | 13 | 6  | 11 | 48 | 39 | +9   |
| 5    | FK Mladá Boleslav          | 44  | 30 | 12 | 8  | 10 | 50 | 46 | +4   |
| 6    | 1. FC Slovácko             | 41  | 30 | 11 | 8  | 11 | 39 | 40 | -1   |
| 7    | FC Slovan Liberec          | 40  | 30 | 10 | 10 | 10 | 46 | 46 | 0    |
| 8    | SK Sigma Olomouc           | 37  | 30 | 10 | 7  | 13 | 40 | 45 | -5   |
| 9    | FC Hradec Králové          | 37  | 30 | 9  | 10 | 11 | 32 | 38 | -6   |
| 10   | FK Teplice                 | 36  | 30 | 9  | 9  | 12 | 31 | 40 | -9   |
| 11   | Bohemians 1905             | 35  | 30 | 8  | 11 | 11 | 29 | 40 | -11  |
| 12   | FK Jablonec                | 30  | 30 | 6  | 12 | 12 | 35 | 45 | -10  |
| 13   | FK Pardubice               | 28  | 30 | 7  | 7  | 16 | 29 | 42 | -13  |
| 14   | MFK Karviná P              | 25  | 30 | 6  | 7  | 17 | 30 | 52 | -22  |
| 15   | FC Zlín                    | 25  | 30 | 5  | 10 | 15 | 36 | 61 | -25  |
| 16   | SK Dynamo České Budějovice | 24  | 30 | 6  | 6  | 18 | 34 | 62 | -28  |

Qualifications
- 1er au 6e : qualification pour le groupe championnat
- 7e au 10e : qualification pour les play-offs
- 11e au 16e : qualification pour le groupe relégation

Abréviations
- T : Tenant du titre
- C : Vainqueur de la Coupe de Tchéquie
- P : Promu de Druhá Liga

### Résultats
| Résultats (▼dom., ►ext.)                                   | BOH | CBU | HKR | JAB | KAR | LIB | MLA | OLO | OST | PAR | PLZ | SLA | SLO | SPA | TEP | ZLI |
| Bohemians 1905                                             |     | 0-0 | 2-1 | 2-0 | 1-0 | 0-0 | 0-0 | 3-2 | 1-1 | 2-1 | 0-2 | 0-2 | 0-1 | 1-3 | 1-2 | 0-0 |
| SK Dynamo České Budějovice                                 | 3-0 |     | 0-2 | 2-1 | 1-0 | 3-2 | 1-2 | 2-1 | 3-0 | 0-1 | 2-5 | 1-3 | 2-2 | 0-1 | 0-1 | 2-2 |
| FC Hradec Králové                                          | 2-2 | 5-1 |     | 1-0 | 2-1 | 1-1 | 0-0 | 1-3 | 2-3 | 2-0 | 1-1 | 1-2 | 1-0 | 1-3 | 1-0 | 2-0 |
| FK Jablonec                                                | 0-1 | 5-2 | 1-1 |     | 0-0 | 1-1 | 1-1 | 1-1 | 2-3 | 2-1 | 1-2 | 1-1 | 2-0 | 1-5 | 3-2 | 0-0 |
| MFK Karviná                                                | 1-1 | 2-1 | 1-0 | 1-1 |     | 5-2 | 1-2 | 0-2 | 1-3 | 0-3 | 0-0 | 0-3 | 1-3 | 0-3 | 0-1 | 4-1 |
| FC Slovan Liberec                                          | 0-1 | 1-0 | 0-0 | 3-3 | 1-0 |     | 2-1 | 2-0 | 3-1 | 1-0 | 3-0 | 2-3 | 4-1 | 0-2 | 3-3 | 5-3 |
| FK Mladá Boleslav                                          | 2-1 | 3-1 | 5-1 | 3-1 | 2-2 | 2-2 |     | 2-1 | 1-3 | 1-0 | 1-3 | 0-1 | 0-1 | 3-1 | 1-2 | 3-2 |
| SK Sigma Olomouc                                           | 2-2 | 2-1 | 0-0 | 1-0 | 3-1 | 2-0 | 4-0 |     | 0-3 | 1-0 | 1-3 | 1-3 | 1-1 | 1-4 | 2-1 | 0-0 |
| FC Baník Ostrava                                           | 1-1 | 2-0 | 2-0 | 0-1 | 2-2 | 2-2 | 2-0 | 1-2 |     | 1-1 | 0-1 | 2-3 | 0-0 | 0-1 | 4-1 | 5-1 |
| FK Pardubice                                               | 0-1 | 1-1 | 1-1 | 0-0 | 2-1 | 2-0 | 1-2 | 1-1 | 0-1 |     | 2-3 | 0-1 | 0-1 | 1-2 | 1-1 | 0-1 |
| FC Viktoria Plzeň                                          | 2-0 | 5-0 | 1-1 | 3-2 | 0-1 | 1-3 | 1-1 | 2-1 | 3-1 | 6-2 |     | 1-0 | 1-4 | 4-0 | 3-0 | 3-0 |
| SK Slavia Prague                                           | 2-1 | 2-1 | 2-0 | 4-3 | 5-1 | 3-0 | 2-0 | 2-2 | 1-0 | 3-0 | 1-2 |     | 2-0 | 1-1 | 4-0 | 2-1 |
| 1. FC Slovácko                                             | 5-2 | 4-1 | 0-0 | 0-1 | 2-0 | 1-1 | 2-2 | 0-2 | 2-0 | 1-2 | 1-1 | 1-3 |     | 1-3 | 2-0 | 1-0 |
| AC Sparta Prague                                           | 2-0 | 4-0 | 2-1 | 3-0 | 3-1 | 2-1 | 1-1 | 2-0 | 4-3 | 5-2 | 2-1 | 0-0 | 5-0 |     | 2-1 | 2-0 |
| FK Teplice                                                 | 1-1 | 2-2 | 0-1 | 0-0 | 2-2 | 2-0 | 1-0 | 2-0 | 0-1 | 0-1 | 1-0 | 0-0 | 1-1 | 1-1 |     | 2-1 |
| FC Zlín                                                    | 2-2 | 1-1 | 4-0 | 1-1 | 0-1 | 1-1 | 5-9 | 3-2 | 0-1 | 1-1 | 1-7 | 1-1 | 2-1 | 0-1 | 2-1 |     |
| - Victoire à domicile - Match nul - Victoire à l'extérieur |     |     |     |     |     |     |     |     |     |     |     |     |     |     |     |     |

### Groupe championnat
| Rang | Équipe               | Pts | J  | G  | N | P  | Bp | Bc | Diff |
| ---- | -------------------- | --- | -- | -- | - | -- | -- | -- | ---- |
| 1    | AC Sparta Prague T C | 87  | 35 | 27 | 6 | 2  | 82 | 30 | +52  |
| 2    | SK Slavia Prague     | 85  | 35 | 26 | 7 | 2  | 76 | 24 | +52  |
| 3    | FC Viktoria Plzeň    | 70  | 35 | 21 | 7 | 7  | 76 | 40 | +36  |
| 4    | FC Baník Ostrava     | 49  | 35 | 14 | 7 | 14 | 56 | 48 | +8   |
| 5    | FK Mladá Boleslav    | 47  | 35 | 13 | 8 | 14 | 51 | 59 | -8   |
| 6    | 1. FC Slovácko       | 44  | 35 | 12 | 8 | 15 | 45 | 56 | -11  |

| Résultats (▼dom., ►ext.)                                   | PLZ | SLA | SPA | MLA | OST | SLO |
| FC Viktoria Plzeň                                          |     |     |     | 3-0 | 1-1 | 4-2 |
| SK Slavia Prague                                           | 3-0 |     |     | 4-0 | 5-0 |     |
| AC Sparta Prague                                           | 1-1 | 0-0 |     |     | 2-1 |     |
| FK Mladá Boleslav                                          |     |     | 0-5 |     |     | 0-1 |
| FC Baník Ostrava                                           |     |     |     | 0-1 |     | 6-0 |
| 1. FC Slovácko                                             |     | 1-2 | 2-4 |     |     |     |
| - Victoire à domicile - Match nul - Victoire à l'extérieur |     |     |     |     |     |     |

Qualifications européennes
Ligue des champions 2024-2025
- 1er : deuxième tour de qualification

- 2e : troisième tour de qualification[Note 1]

Ligue Europa 2024-2025
- 3e : troisième tour de qualification

Ligue Conférence 2024-2025
- 4e : deuxième tour de qualification

- 5e : barrage européen

Abréviations
- T : Tenant du titre
- C : Vainqueur de la Coupe de Tchéquie

### Play-offs
Les clubs classés de la 7e à la 10e place se rencontrent dans un tournoi à élimination directe, le vainqueur se qualifie pour le barrage européen.
|  | Demi-finales      | Demi-finales      | Demi-finales      | Demi-finales      |            |            | Finale            | Finale            | Finale            | Finale            |
|  |                   |                   |                   |                   |            |            |                   |                   |                   |                   |
|  | 5 et 12 mai 2024  | 5 et 12 mai 2024  | 5 et 12 mai 2024  | 5 et 12 mai 2024  |            |            | 19 et 25 mai 2024 | 19 et 25 mai 2024 | 19 et 25 mai 2024 | 19 et 25 mai 2024 |
|  | FK Teplice        | FK Teplice        | 2                 | 2                 |            |            | 19 et 25 mai 2024 | 19 et 25 mai 2024 | 19 et 25 mai 2024 | 19 et 25 mai 2024 |
|  | FK Teplice        | FK Teplice        | 2                 | 2                 |            |            | 19 et 25 mai 2024 | 19 et 25 mai 2024 | 19 et 25 mai 2024 | 19 et 25 mai 2024 |
|  | FC Slovan Liberec | FC Slovan Liberec | 0                 | 1                 |            |            | 19 et 25 mai 2024 | 19 et 25 mai 2024 | 19 et 25 mai 2024 | 19 et 25 mai 2024 |
|  | FC Slovan Liberec | FC Slovan Liberec | 0                 | 1                 | FK Teplice | FK Teplice | 0                 | 0                 |                   |                   |
|  | 5 et 12 mai 2024  |                   |                   |                   | FK Teplice | FK Teplice | 0                 | 0                 |                   |                   |
|  |                   |                   | FC Hradec Králové | FC Hradec Králové | 1          | 2          |                   |                   |                   |                   |
|  | FC Hradec Králové | FC Hradec Králové | FC Hradec Králové | FC Hradec Králové | 1          | 2          | 3                 | 3                 |                   |                   |
|  | FC Hradec Králové | FC Hradec Králové |                   |                   |            |            |                   | 3                 |                   |                   |
|  | SK Sigma Olomouc  | SK Sigma Olomouc  | 1                 | 1                 |            |            |                   |                   |                   |                   |
|  | SK Sigma Olomouc  | SK Sigma Olomouc  | 1                 | 1                 |            |            |                   |                   |                   |                   |

### Groupe relégation
| Rang | Équipe                     | Pts | J  | G  | N  | P  | Bp | Bc | Diff |
| ---- | -------------------------- | --- | -- | -- | -- | -- | -- | -- | ---- |
| 11   | FK Jablonec                | 41  | 35 | 9  | 14 | 12 | 45 | 50 | -5   |
| 12   | FK Pardubice               | 40  | 35 | 11 | 7  | 17 | 39 | 47 | -8   |
| 13   | Bohemians 1905             | 39  | 35 | 9  | 12 | 14 | 34 | 48 | -14  |
| 14   | MFK Karviná P              | 32  | 35 | 8  | 8  | 19 | 38 | 62 | -24  |
| 15   | SK Dynamo České Budějovice | 29  | 35 | 7  | 8  | 20 | 41 | 70 | -29  |
| 16   | FC Zlín                    | 27  | 35 | 5  | 12 | 18 | 40 | 69 | -29  |

| Résultats (▼dom., ►ext.)                                   | BOH | JAB | PCE | KAR | CBU | ZLN |
| Bohemians 1905                                             |     | 1-1 | 0-1 | 1-3 |     |     |
| FK Jablonec                                                |     |     | 3-0 | 3-2 |     | 1-0 |
| FK Pardubice                                               |     |     |     | 4-0 | 3-2 | 2-0 |
| MFK Karviná                                                |     |     |     |     | 1-0 | 2-2 |
| SK Dynamo České Budějovice                                 | 2-1 | 2-2 |     |     |     |     |
| FC Zlín                                                    | 1-2 |     |     |     | 1-1 |     |
| - Victoire à domicile - Match nul - Victoire à l'extérieur |     |     |     |     |     |     |

Relégation en Druhá Liga 2024-2025
- 14e et 15e : barrages de relégation
- 16e : relégation

Abréviations
- P : Promu de Druhá Liga

### Barrage européen
Le quatrième du championnat affronte le vainqueur des play-offs à la fin de la saison dans le cadre d'un barrage sur un match unique sur le terrain du 4e.
| Équipe            | Score | Équipe            |
| ----------------- | ----- | ----------------- |
| FK Mladá Boleslav | 3 - 1 | FC Hradec Králové |

Légende des couleurs
- Le club est qualifié pour le deuxième tour de qualification de la Ligue Conférence 2024-2025.

### Barrages de relégation
Le quatorzième et le quinzième du championnat affrontent respectivement le quatrième et le troisième (l'équipe classée deuxième, le SK Sigma Olomouc étant une équipe réserve, elle ne peut accéder à la première division) de la deuxième division, à la fin de la saison dans le cadre d'un barrage aller-retour les 30 mai et 2 juin 2024.
| Équipe                          | Aller | Total | Retour | Équipe                 |
| ------------------------------- | ----- | ----- | ------ | ---------------------- |
| MFK Vyškov (D2)                 | 0 - 1 | 0 - 2 | 0 - 1  | (D1) MFK Karviná       |
| SK Dynamo České Budějovice (D1) | 2 - 1 | 3 - 2 | 1 - 1  | (D2) FC Silon Táborsko |

Légende des couleurs
- Le club se maintient en première division.
- Le club reste en deuxième division.

## Bilan de la saison
| Championnat de Tchéquie de football 2023-2024 |                              |
| Champion                                      | AC Sparta Prague (14e titre) |
| Dauphin                                       | SK Slavia Prague             |
| Qualifications continentales                  |                              |
| Ligue des champions 2024-2025                 | AC Sparta Prague             |
| Ligue des champions 2024-2025                 | SK Slavia Prague             |
| Ligue Europa 2024-2025                        | FC Viktoria Plzeň            |
| Ligue Conférence 2024-2025                    | FC Baník Ostrava             |
| Ligue Conférence 2024-2025                    | FK Mladá Boleslav            |
| Promotions et relégations                     |                              |
| Promus en První Liga                          | Dukla Prague                 |
| Relégués en Druhá Liga                        | FC Zlín                      |

|    | Joueur             | Équipe            | But inscrit |
| 1. | Václav Jurečka     | SK Slavia Prague  | 19          |
| 2. | Pavel Šulc         | FC Viktoria Plzeň | 18          |
| 3. | Jan Kuchta         | AC Sparta Prague  | 17          |
| 4. | Veljko Birmančević | AC Sparta Prague  | 16          |
| 4. | Mojmír Chytil      | SK Slavia Prague  | 16          |
| 6. | Ewerton (en)       | FC Baník Ostrava  | 14          |
| 7. | Lukáš Haraslín     | AC Sparta Prague  | 12          |
| 7. | Marek Havlík       | 1. FC Slovácko    | 12          |
| 7. | Tomáš Chorý        | FC Viktoria Plzeň | 12          |
| 7. | Lukáš Juliš        | SK Sigma Olomouc  | 12          |

|    | Joueur             | Équipe            | Passes décisives |
| 1. | Veljko Birmančević | AC Sparta Prague  | 11               |
| 2. | Vasil Kušej        | FK Mladá Boleslav | 9                |
| 3. | Cadu (en)          | FC Viktoria Plzeň | 7                |
| 3. | Lukáš Kalvach      | FC Viktoria Plzeň | 7                |
| 3. | Jan Kovařík (en)   | Bohemians 1905    | 7                |
| 3. | Ladislav Krejčí    | AC Sparta Prague  | 7                |
| 3. | Jan Kuchta         | AC Sparta Prague  | 7                |
| 3. | Qazim Laçi         | AC Sparta Prague  | 7                |
| 3. | Matěj Polidar      | FK Jablonec       | 7                |
| 3. | Lukáš Provod       | SK Slavia Prague  | 7                |